# Temnora swynnertoni
Temnora swynnertoni är en fjärilsart som beskrevs av Stevenson 1938. Temnora swynnertoni ingår i släktet Temnora och familjen svärmare. Inga underarter finns listade i Catalogue of Life.